# Kunpengopterus

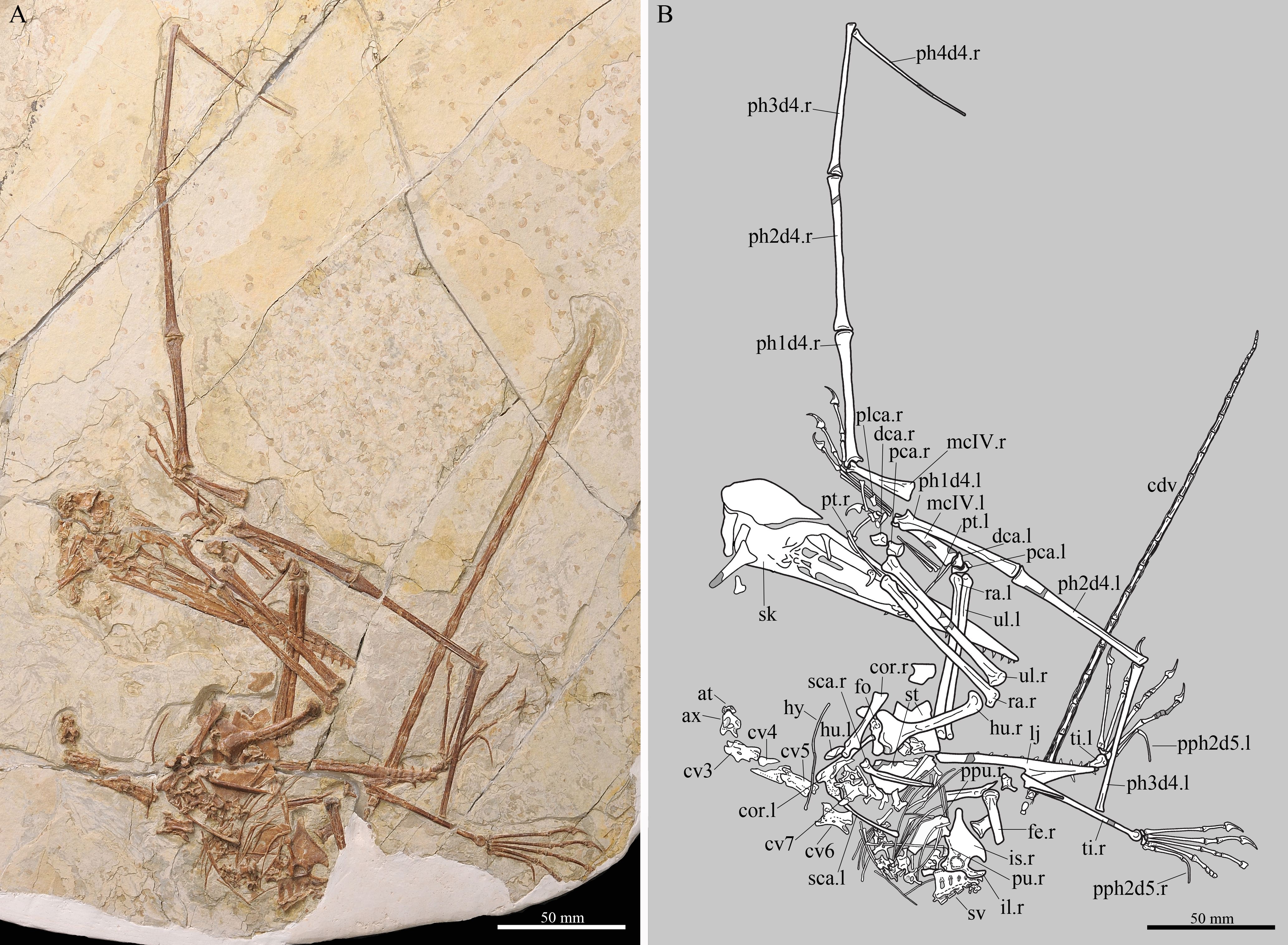
Specimen IVPP V 23674

Kunpengopterus is een geslacht van uitgestorven pterosauriërs dat leefde in het gebied van de huidige Volksrepubliek China. De typesoort is Kunpengopterus sinensis. Daarnaast is in 2021 de soort Kunpengopterus antipollicatus benoemd.

## Naamgeving en vondst

### Kunpengopterus sinensis
De typesoort Kunpengopterus sinensis is in 2010 benoemd en beschreven door Wang Xiaolin, Alexander Kellner, Jang Shunxing, Cheng Xin, Meng Xi en Taissa Rodrigues. De geslachtsnaam verbindt de Kun, een mythologische Chinese walvis die zich kon veranderen in een vogel, de Peng, het symbool van het noorderlicht, met een gelatiniseerd Klassiek Grieks pteron, 'vleugel'. De soortaanduiding is Neolatijn voor 'uit China'.
Het fossiel, holotype IVPP V16047, is bij Linglongta, in het district Jianchang in de provincie Liaoning gevonden in de Daohugoulagen van de Tiaojishanformatie. De datering daarvan is onzeker; volgens de beschrijvers stammen ze uit het Midden- tot Laat-Jura, Oxfordien-Callovien, ongeveer 160 miljoen jaar oud, volgens andere onderzoekers uit het vroege Krijt. Het bestaat uit een vrij compleet skelet van een volwassen exemplaar met schedel en onderkaken op een enkele plaat. Het skelet ligt grotendeels in verband zij het dat de ledematen losgeraakt zijn van de rest van het lichaam. Behalve botten zijn er ook wat omzettingsresten van de weke delen bewaard gebleven.
In 2011 werd de vondst gemeld van een uniek fossiel, specimen ZMNH M8802, dat ook een ei buiten het lichaam bewaarde. Bij die gelegenheid werd dit toegewezen aan Darwinopterus maar in 2015 werd gemeld dat ondertussen ook de tegenplaat van dit fossiel was geïdentificeerd, specimen IVPP V18403, en dat dit ook in een ei in het lichaam toonde en daarbij duidelijk maakte dat het niet om Darwinopterus ging. Voorlopig werd het fossiel toegewezen aan een Kunpengopterus sp.
In 2017 werd een nieuw exemplaar beschreven, IVPP V 23674, gevonden bij Daxishan en bestaande uit een vrij compleet skelet met schedel, iets groter en vermoedelijk ook individueel ouder, dan het holotype. Het vult het holotype aan in de voet, staart en verhemelte. Tegelijkertijd werd gemeld dat er zich nog meer exemplaren in particuliere collecties bevinden. Alle bekende specimina zijn opgegraven door de illegale fossielenhandel. In 2017 werd gesteld dat ZMNH M8802/IVPP V18403 géén exemplaar van Kunpengopterus zou zijn wegens een afwijkende bouw van de voet.
In 2021 werd een exemplaar van een jong dier beschreven, specimen STM 19-59, een vrijwel compleet skelet. In 2022 werden van dit exemplaar en van het holotype braakballen beschreven.

### Kunpengopterus antipollicatus
In 2021 werd een tweede soort benoemd: Kunpengopterus antipollicatus. De soortaanduiding is afgeleid van het Grieks anti, 'tegenoverliggend', en het Latijn pollex, 'duim', een verwijzing naar de afstaande positie van de eerste vinger. Het holotype van de soort is BPMC 0042, een vrijwel compleet skelet dat alleen de achterkant van de schedel mist. Het is afkomstig van de illegale fossielenhandel maar zou geen sporen tonen van een vervalsing. ZMNH M8802/IVPP V 18043, het skelet geassocieerd met twee eieren, werd nu aangewezen als paratype van de tweede soort, zij het onder voorbehoud.

## Beschrijving

### Grootte en onderscheidende kenmerken
Kunpengopterus is een vrij kleine pterosauriër met een vleugelspanwijdte van ruim zeventig centimeter. In 2017 werd de vlucht van IVPP V 23674 geschat op negenenzeventig centimeter, wat 7% meer zou zijn dan het holotype dat dan een spanwijdte van zo'n vierenzeventig centimeter zou hebben. Bij STM 19-59 is de vlucht geschat op veertig centimeter. De vleugelspanwijdte van Kunpengopterus antipollicatus werd in 2021 geschat op vijfentachtig centimeter.
De beschrijvers hebben in 2010 enkele unieke afgeleide eigenschappen, autapomorfieën, weten vast te stellen: het achterdeel van de schedel is sterk afgerond; op de voorhoofdsbeenderen bevindt zich een kam van bindweefsel; de processus nasalis is breed; deze tak van het neusbeen heeft een elliptische opening waarvan de lengteas ongeveer verticaal loopt; het tweede kootje van de vijfde teen is sterk gebogen waarbij het bovenste deel een hoek van 137° maakt met het onderste deel; dit bovenste deel is korter dan bij andere wukongopteriden.
Behalve deze kenmerken die de soort onderscheiden van zijn directe verwanten zijn er andere bepalende eigenschappen vastgesteld die, op zich niet uniek, een unieke combinatie vormen: de tanden zijn kort en kegelvormig; er bevindt zich geen beenkam op de snuit; de tak van het jukbeen die naar het traanbeen loopt is dik.
In 2017 werden enkele aanvullende autapomorfieën gegeven. De fenestra nasoantorbitalis bedraagt 40% van de schedellengte. De voorste tak van het jukbeen is dun en relatief kort. De schacht van de prepubis is erg kort en breed. Het eerste kootje van de vijfde teen is kort met minder dan 70% van de lengte van het vierde middenvoetsbeen. Verder werd de knik in het tweede kootje van de vijfde teen nu aangegeven als 145° en gepreciseerd dat het bovendeel van dit kootje 30% van de lengte had van het onderste deel.
De afwijkende breedte in 2010 genoemd als een autapomorfie van de processus nasalis, bleek in 2017 gebaseerd op een foute waarneming: de gepaarde uitsteeksels overlappen elkaar in het holotype. De foramina in de bases van deze processus bleken wel echt.
Aan de unieke combinatie werd in 2017 toegevoegd dat de bovenste achterrand van het zitbeen naar boven loopt.
In 2021 werd vastgesteld dat jonge dieren een kortere fenestra nasoantorbitalis (27,4% schedellengte) en een kortere voorste tak van het jukbeen bezitten.
In 2021 werd gesteld dat het hele geslacht zich mede onderscheidt door het bezit van een opponeerbare duim, wat van geen enkele andere pterosauriër bekend is.
In 2021 werden drie autapomorfieën aangegeven voor Kunpengopterus antipollicatus. De middenhand is klein met maar de helft van de lengte van het opperarmbeen. Het derde kootje van de vleugelvinger is korter dan het tweede kootje. Het gedeelte boven de knik in het tweede kootje van de vijfde teen is ongeveer even lang als het gedeelte onder de knik.

### Skelet

#### Schedel en onderkaken

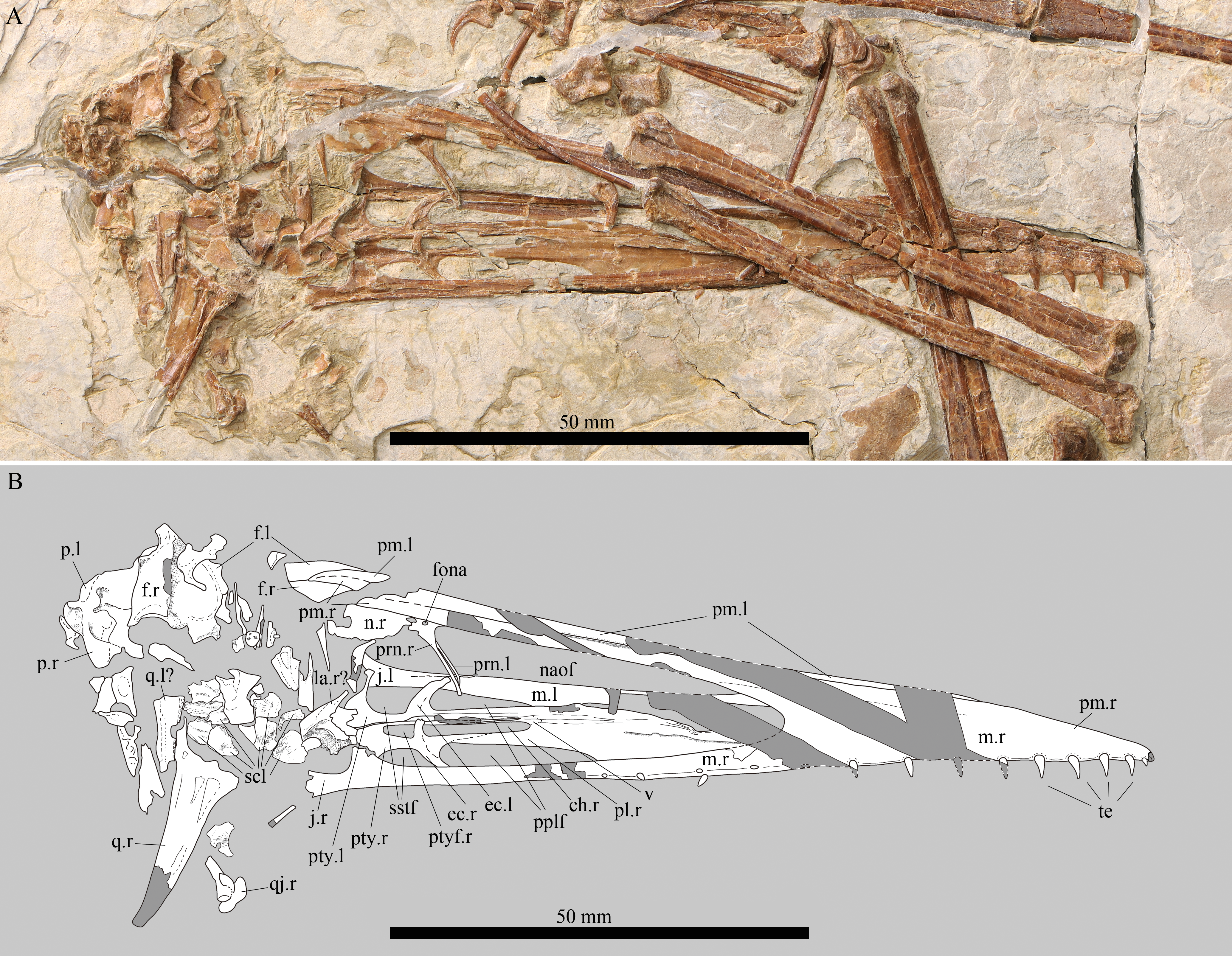
De schedel van specimen IVPP V 23674

De kop is erg langgerekt met een lengte van 106,9 millimeter en driehoekig maar met een licht hol bovenprofiel; de achterkant loopt gelijkmatig rond zodat het geheel een erg vogelachtige indruk maakt hoewel het effect daarvan bedorven wordt door de aanwezigheid van een schedelkam die iets achter de ogen geplaatst is. De kam bestaat uit een korte lage basis van been, aanzienlijk verlengd door zacht bindweefsel waarbij de striatie van de vezels schuin naar voren gericht is zodat het dier kennelijk een soort kuif droeg, wellicht verder verlengd door haren en felgekleurd. Een grote gelige verkleuring die iets achter de kam is gelegen, doet echter vermoeden dat deze juist in die richting door een huidflap vergroot werd. Voor in de snuit staan stevige tanden waarvan het aantal echter niet kan worden vastgesteld door een beschadiging van het fossiel. Vooraan zijn er acht zichtbaar en een stuk naar achteren nog een. De voorste twee zijn iets naar achteren gericht.
In 2017 kon het verhemelte goed beschreven worden. De interne neusgaten, de choanae, zijn langwerpig en overdwars smal. De fenestrae postpalatinae ofwel fenestrae suborbitales zijn extreem langwerpig — meer dan bij enige bekende basale pterosauriër — en peervormig. Hun lengte relatief tot de choanae is de grootste die van enige pterosauriër bekend is. Ook uniek is dat de choanae kleiner zijn en verder naar achteren liggen dan de fenestrae postpalatinae. Deze laatste hebben secundaire fenestrae subtemporales achter zich. De grens tussen de interne vleugels van de bovenkaaksbeenderen en de voorkant van de verhemeltebeenderen, een notoir strijdpunt sinds 2009, was niet waarneembaar. De pterygoïden worden slechts gescheiden door een smal venster, een afgeleid kenmerk.
De vrij lage onderkaken hebben een lengte van negen centimeter en vooraan een korte samengroeiing van 22 millimeter. Ze dragen geen kam of kiel. In 2017 werd meer bekend over de tanden. Er staan er minstens vijftien van in de bovenkaak en elf in de onderkaak. Van die laatste staan er zeven op de voorste vergroeiing, de symfyse. De laatste tand van de bovenkaak ligt onder het midden van de grote schedelopening, de fenestra nasoantorbitalis. De tanden zijn kegelvormig. Naar achteren staan de tanden verder uit elkaar maar de allerlaatste tand in iedere rij is juist dichter op de voorlaatste geplaatst.

#### Postcrania
Door hiaten is het precieze aantal wervels niet vast te stellen. IVPP V 23674 heeft er zeven bewaard. De wervellichamen van de halswervels zijn langwerpig. De halswervels dragen korte nekribben. Er zijn in 2010 geen pneumatische foramina, gaten die de luchtzakken toegang bieden, vastgesteld. IVPP V 23674 toont uithollingen in de zijden van de derde en zesde halswervel maar het was niet waarneembaar of die de botwand doorboren. De doornuitsteeksels zijn plaatvormig en tamelijk laag. IVPP V 23674 heeft minstens elf ruggenwervels en vijf sacrale wervels. De ruggenwervels vormen vooraan geen vergroeid notarium. De staart is lang en verstijfd door lange werveluitsteeksels en chevrons. IVPP V 23674 heeft minstens zesentwintig staartwervels. De zesde staartwervel is het langst. De staart is ongeveer anderhalfmaal zo lang als de schedel.
Het borstbeen is groot met een rechte voorkant. Het is hartvormig en anderhalfmaal breder dan lang. Het facet voor het rechterravenbeksbeen ligt vóór het facet dat met het linkerravenbeksbeen articuleert. Het schouderblad is met 29 millimeter langer dan het 24 millimeter lange ravenbeksbeen en ermee vergroeid, een teken dat het een volwassen dier betreft. Het bovenste uiteinde van het schouderblad is langwerpig en verticaal afgeplat. Het ravenbeksbeen heeft een grote bult op de buitenste zijkant en een hol raakvlak met het borstbeen.
Het opperarmbeen wordt bovenaan doorboord door een foramen. De deltopectorale kam is niet bijlvormig maar verbreedt zich geleidelijk naar onderen toe. Het spaakbeen is niet veel dunner dan de zes centimeter lange ellepijp. De polsbeenderen zijn vergroeid. Het fossiel laat duidelijk zien dat het pteroïde, een bot dat een membraan russen de vleugelvoorrand en de nek ondersteunde, naar de nek gericht was en een gewrichtsvlak met een bovenste polsbeen had, niet met een onderste zoals verschillende onderzoekers geopperd hadden. In een groeve daar, de fovea carpalis caudalis, die als gewrichtsvlak verondersteld was, blijkt zich bij Kunpengopterus een welgevormd sesamoïde, knokkelbeentje, te bevinden. Het pteroïde is 26 millimeter lang, langgerekt en licht gebogen. De middenhandsbeenderen zijn langer dan bij andere basale pterosauriërs maar korter dan bij de Pterodactyloidea, met 23 millimeter 1,57 maal zo kort als het opperarmbeen. De handklauwen zijn gekromd en scherp. Bij IVPP V 23674 vond men knokkelbeentjes boven iedere klauw; toen men het holotype opnieuw daarop onderzocht bleken ze bij de beschrijving uit 2010 gemist te zijn. Het eerste kootje van de vleugelvinger is met 54,2 millimeter korter dan het tweede (58 millimeter) en het derde (59,2 millimeter) maar langer dan het vierde dat ongeveer vijf centimeter meet. In 2021 werd geconcludeerd dat bij beide holotypen het eerste middenhandsbeen gedraaid is ten opzichte van de andere en dat dit de duim tegenover de rest van de hand stelt, hem dus opponeert. Dit zou niet het gevolg zijn van een vervorming van het fossiel.
Het bekken is vergroeid. Onder het heupgewricht bevindt zich een foramen obturatum. De prepubes raken elkaar met hun dunne voorste platen in een recht raakvlak. Ze lijken verbonden met de schaambeenderen.
Het vier centimeter lange dijbeen is relatief recht waarbij de dijbeenkop een hoek maakt van 125° tot 130° met de schacht. Het scheenbeen is lang met 140% van de lengte van het dijbeen. Het scheenbeen is onderaan vergroeid met het kuitbeen. Het is ook vergroeid met de bovenste enkelbeenderen, een tibiotarsus vormend. In de voet is het tweede middenvoetsbeen het langst; het tweede en derde zijn ongeveer gelijk in grootte terwijl het vierde korter is. Het vijfde is wat gereduceerd maar draagt nog wel een verlengde teen die wellicht diende om een membraan te ondersteunen. De teenklauwen zijn smaller en kleiner dan de handklauwen; bij de eerste en tweede teen zijn de kootjes net boven de klauw sterk gekromd. De formule van de teenkootjes is 2-3-4-5-2.
Kunpengopterus toont afgeleide eigenschappen zoals een vrij lange nek en een ver naar voren geplaatst neusgat dat achteraan en onderaan samenvloeit met de grote schedelopening, de fenestra antorbitalis, bovenaan nog gescheiden door een schuin naar voren gericht uitsteeksel van het neusbeen, een processus nasalis. Hij heeft echter ook basale eigenschappen die meer oorspronkelijk zijn voor de Pterosauria: vrij korte middenhandsbeenderen, het ontbreken van een notarium, vergroeiing van de voorste ruggenwervels, de lange staart en een lange vijfde teen.

## Fylogenie
Kunpengopterus is door de beschrijvers toegewezen aan de Wukongopteridae. De plaatsing van deze groep is omstreden: een aantal onderzoekers waaronder David Unwin meent dat zulke soorten het dichtst bij de Pterodactyloidea staan; de beschrijvers menen dat het dikke spaakbeen, de korte symfyse in de onderkaak en de proporties van de vleugelvinger duiden op een meer basale positie, onder de Rhamphorhynchidae in de stamboom.
Het volgende kladogram toont de positie van Kunpengopterus in de evolutionaire stamboom volgens de studie uit 2021.
|  | Changchengopterus |
|  |                   |
|  | Pterodactyloidea  |
|  |                   |

|  | Kunpengopterus sinensis       |
|  |                               |
|  | Kunpengopterus antipollicatus |
|  |                               |

|  | Wukongopterus                                                   |
|  |                                                                 |
|  | \| \| Cuspicephalus \| \| \| \| \| \| Darwinopterus \| \| \| \| |
|  |                                                                 |
|  | Cuspicephalus                                                   |
|  |                                                                 |
|  | Darwinopterus                                                   |
|  |                                                                 |

|  | Cuspicephalus |
|  |               |
|  | Darwinopterus |
|  |               |

|  | Kunpengopterus sinensis       |
|  |                               |
|  | Kunpengopterus antipollicatus |
|  |                               |

|  | Wukongopterus                                                   |
|  |                                                                 |
|  | \| \| Cuspicephalus \| \| \| \| \| \| Darwinopterus \| \| \| \| |
|  |                                                                 |
|  | Cuspicephalus                                                   |
|  |                                                                 |
|  | Darwinopterus                                                   |
|  |                                                                 |

|  | Cuspicephalus |
|  |               |
|  | Darwinopterus |
|  |               |

|  | Kunpengopterus sinensis       |
|  |                               |
|  | Kunpengopterus antipollicatus |
|  |                               |

|  | Wukongopterus                                                   |
|  |                                                                 |
|  | \| \| Cuspicephalus \| \| \| \| \| \| Darwinopterus \| \| \| \| |
|  |                                                                 |
|  | Cuspicephalus                                                   |
|  |                                                                 |
|  | Darwinopterus                                                   |
|  |                                                                 |

|  | Cuspicephalus |
|  |               |
|  | Darwinopterus |
|  |               |

|  | Kunpengopterus sinensis       |
|  |                               |
|  | Kunpengopterus antipollicatus |
|  |                               |

|  | Wukongopterus                                                   |
|  |                                                                 |
|  | \| \| Cuspicephalus \| \| \| \| \| \| Darwinopterus \| \| \| \| |
|  |                                                                 |
|  | Cuspicephalus                                                   |
|  |                                                                 |
|  | Darwinopterus                                                   |
|  |                                                                 |

|  | Cuspicephalus |
|  |               |
|  | Darwinopterus |
|  |               |

|  | Changchengopterus |
|  |                   |
|  | Pterodactyloidea  |
|  |                   |

|  | Kunpengopterus sinensis       |
|  |                               |
|  | Kunpengopterus antipollicatus |
|  |                               |

|  | Wukongopterus                                                   |
|  |                                                                 |
|  | \| \| Cuspicephalus \| \| \| \| \| \| Darwinopterus \| \| \| \| |
|  |                                                                 |
|  | Cuspicephalus                                                   |
|  |                                                                 |
|  | Darwinopterus                                                   |
|  |                                                                 |

|  | Cuspicephalus |
|  |               |
|  | Darwinopterus |
|  |               |

|  | Kunpengopterus sinensis       |
|  |                               |
|  | Kunpengopterus antipollicatus |
|  |                               |

|  | Wukongopterus                                                   |
|  |                                                                 |
|  | \| \| Cuspicephalus \| \| \| \| \| \| Darwinopterus \| \| \| \| |
|  |                                                                 |
|  | Cuspicephalus                                                   |
|  |                                                                 |
|  | Darwinopterus                                                   |
|  |                                                                 |

|  | Cuspicephalus |
|  |               |
|  | Darwinopterus |
|  |               |

|  | Kunpengopterus sinensis       |
|  |                               |
|  | Kunpengopterus antipollicatus |
|  |                               |

|  | Wukongopterus                                                   |
|  |                                                                 |
|  | \| \| Cuspicephalus \| \| \| \| \| \| Darwinopterus \| \| \| \| |
|  |                                                                 |
|  | Cuspicephalus                                                   |
|  |                                                                 |
|  | Darwinopterus                                                   |
|  |                                                                 |

|  | Cuspicephalus |
|  |               |
|  | Darwinopterus |
|  |               |

|  | Kunpengopterus sinensis       |
|  |                               |
|  | Kunpengopterus antipollicatus |
|  |                               |

|  | Wukongopterus                                                   |
|  |                                                                 |
|  | \| \| Cuspicephalus \| \| \| \| \| \| Darwinopterus \| \| \| \| |
|  |                                                                 |
|  | Cuspicephalus                                                   |
|  |                                                                 |
|  | Darwinopterus                                                   |
|  |                                                                 |

|  | Cuspicephalus |
|  |               |
|  | Darwinopterus |
|  |               |

## Levenswijze

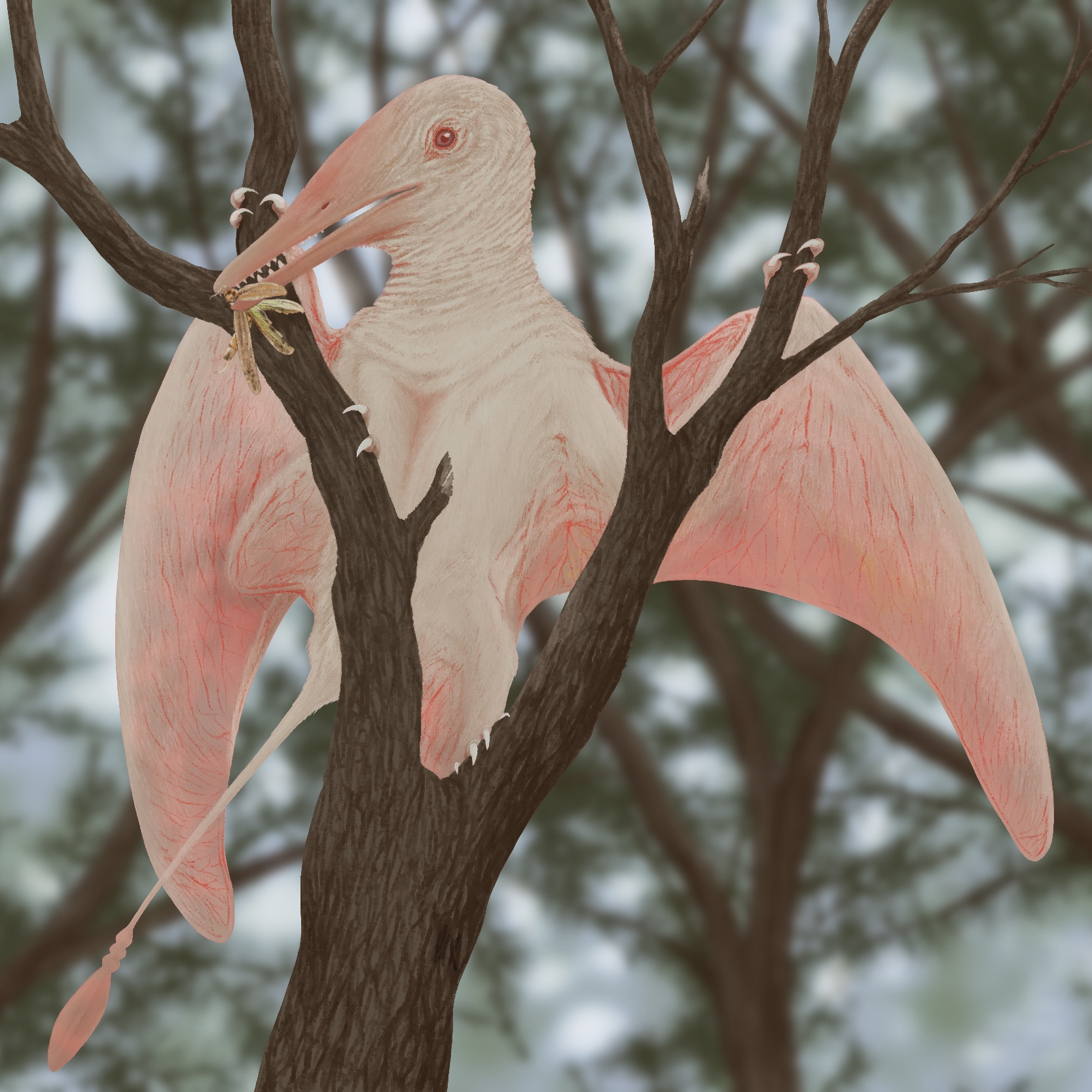
De hand zou in staat geweest zijn takken te omklemmen

Naast het skelet bevindt zich een kleine opeenhoping van vissenschubben en -botjes, een mogelijke braakbal of losgeraakte maaginhoud, een aanwijzing dat Kungpengopterus een viseter was die op zijn prooi joeg op de meren in het gebied dat indertijd niet aan de kust lag. Bij STM19-59 is er ook zo'n opeenhoping. In 2022 werden die schubben nader beschreven. Het zou inderdaad om braakballen gaan waarbij het holotype een grotere vis zou hebben gevangen en het kleinere exemplaar een kleinere vis. Afgezien van het eten van een grotere prooi zouden zich geen veranderingen in dieet hebben voorgedaan tijdens de rijping. Bij de vis zou het gaan om een nog onbeschreven lid van de Palaeonisciformes, met een volwassen lengte van zo'n zeventien tot achttien centimeter.
In 2017 werd gesteld dat de aanwezigheid van knokkelbeentjes, ook vastgesteld bij een teenkootje van IVPP V 23674, zou wijzen op een klimmende levenswijze in bomen. In 2021 werd de bouw van de duim gezien als een bevestiging van die levenswijze: het dier zou er takken mee gegrepen hebben.
Mocht specimen ZMNH M8802 inderdaad tot Kunpengopterus behoren dan verschaft het unieke informatie over de voortplanting van die soort. Het fossiel is bijgenaamd Mrs T. voor Mis’ess Pterodactyl. Tussen de achterpoten is de afdruk van een ei gevonden: kennelijk was dit door de gassen die vrijkwamen bij het rottingsproces door de cloaca geperst. Uit de voor pterosauriërs unieke vondst trokken Lü Junchang en David Unwin enkele vérstrekkende conclusies. Dat het bekken relatief breed was, vormde een bevestiging van de stelling door Christopher Bennett dat zulke individuen vrouwtjes waren, voorzien van een ruimer geboortekanaal. Het ei, pas het vierde pterosauriërei dat ontdekt was, bevestigde door zijn leerachtige oppervlak de hypothese dat de nesten warm en vochtig gehouden werden door plantenmateriaal. Het ei heeft de vorm van een sferoïde waarvan de lengteas achtentwintig millimeter lang is en de doorsnede twee centimeter bedraagt. Het is daarmee het kleinste gevonden pterosauriërei met een geschat gewicht van 6,13 gram. Het gewicht van het dier zelf werd geschat als liggend tussen de 110 en 220 gram; de verhouding tussen eivolume en moedergewicht is daarmee meer overeenkomend met dat van een typisch reptiel dan dat van een vogel. Na de leg zou het ei nog tot tien gram in volume hebben kunnen toenemen door het opnemen van water. Bennett trok ook de conclusie dat de legsels groot waren en in één keer werden afgezet, zoals bij veel huidige koudbloedige reptielen, maar de vondst van de tegenplaat weerspreekt dit: de aanwezigheid van slechts één ei wijst op een methode die ook dinosaurische Troodontidae toepassen en waarbij twee eileiders actief zijn die om beurten een ei leggen. De opbouw van het legsel neemt dan vele dagen in beslag. bij moderne dinosauriërs, de vogels, is nog maar één eileider actief. Vaak is dat gezien als een aanpassing aan een vliegende levenswijze maar Kunpengopterus toont dat het bezit van twee werkende ovaria kennelijk geen onoverkomelijk bezwaar was om te vliegen.
Unwin had het ontbreken van de bij Darwinopterus gebruikelijke snuitkam bij ZMNH M8802 uitgelegd als een geval van seksuele dimorfie maar Kunpengopterus heeft helemaal geen snuitkam. Wel is er een kam op het achterhoofd maar dat is bij ZMNH M8802 niet bewaard gebleven zodat niet vastgesteld kan worden of deze bij het wijfje afwezig was.
In 2021 werd geconcludeerd dat tijdens de groei de proporties ongeveer hetzelfde bleven met uitzondering van het middendeel van de snuit en de hele staart die beiden sneller groeiden. Beenderen in de pols en enkel waren nog niet verbeend. Het aantal maxillaire tanden bedroeg pas twaalf, het aantal dentaire tanden zeven. De extra tanden werden voornamelijk achteraan toegevoegd, eentje vooraan. De staart nam 3,3 maal in lengte toe vergeleken met een toeneming met een factor 1,7 tot 2,4 in de rest van het skelet.